# Vladímir Tkachenko (nadador)
Vladimir Tkachenko (Cherkasy, Unión Soviética, 28 de agosto de 1965) es un nadador soviético retirado especializado en pruebas de estilo libre, donde consiguió ser medallista de bronce mundial en 1991 en los 4 x 100 metros estilo libre.

## Carrera deportiva
En el Campeonato Mundial de Natación de 1991 celebrado en Perth (Australia), ganó la medalla de bronce en los relevos de 4 x 100 metros estilo libre, con un tiempo de 3:18.97 segundos, tras Estados Unidos (oro con 3:17.15 segundos) y Alemania (plata con 3:18.18 segundos).